# Họ Hoa kép
Họ Hoa kép (danh pháp khoa học: Linnaeaceae), theo quan điểm của phát sinh loài như trong hệ thống APG II được coi là một họ tùy chọn tách ra trong bộ Tục đoạn (Dipsacales). Họ này chứa khoảng 4-5 chi với khoảng 36 loài. Nó cũng được coi như là phân họ/tông Linnaeeae trong họ Kim ngân nghĩa rộng (Caprifoliaceae sensu lato), như trong hệ thống phân loại Cronquist năm 1981. Hệ thống APG III năm 2009 và hệ thống APG IV năm 2016 không công nhận họ này mà gộp nó trong họ Caprifoliaceae nghĩa rộng như là nhánh Linnaea, tông Linnaeeae hoặc phân họ Linnaeoideae.
Họ này chủ yếu chứa các loài cây bụi hay cây thân thảo, sinh trưởng chủ yếu tại khu vực ôn đới, nhưng cũng có mặt tại khu vực Đông Nam Á và México.

## Phân loại
Các chi dưới đây là theo quan điểm truyền thống.
- Abelia R.Br., 1818: 3-6 loài và 1-2 loài lai ghép, ở Trung Quốc, Đài Loan và miền bắc Việt Nam.
- Diabelia Landrein, 2010: 3 loài ở Trung Quốc và Nhật Bản. Tách ra từ Abelia nghĩa rộng.
- Dipelta Maxim., 1877: 3 loài ở Trung Quốc.
- Kolkwitzia Graebn., 1901: 1 loài (Kolkwitzia amabilis) ở Trung Quốc.
- Linnaea L., 1753 nghĩa hẹp: 1 loài (Linnaea borealis), rộng khắp vùng Bắc cực và ven Bắc cực.
- Vesalea M.Martens & Galeotti, 1844: 5 loài ở Mexico. Tách ra từ Abelia nghĩa rộng.
- † Diplodipelta S. R. Manchester & M. J. Donoghue, 1995: Tuyệt chủng.[2]

Khi hiểu theo nghĩa rộng thì Linnaea bao gồm cả các chi có loài sinh tồn còn lại.

### Chuyển đi
- Zabelia: Trong quá khứ có thể là chi riêng hoặc gộp trong Abelia như là một tổ (sectio) của chi này. Hiện tại cũng thuộc họ Caprifoliaceae, nhưng được coi là có quan hệ họ hàng gần với nhánh chứa Morinoideae và Linnaeoideae.[1]

## Phát sinh chủng loài
Jacobs và ctv. (2010c, 2011) gợi ý rằng không chỉ định nghĩa của chi Abelia nghĩa rộng là có vấn đề, mà còn cho rằng Zabelia có lẽ là thành viên của nhánh [Morinaceae [Dipsacaceae + Valerianaceae]].
Cây phát sinh chủng loài trong phạm vi phân họ Linnaeoideae dưới đây dựa theo Wang và ctv. (2015), Wang và ctv. (2020):

|  | Linnaea s. s |
|  |              |
|  | Vesalea      |
|  |              |

|  | Diplodipelta ?                                       |
|  |                                                      |
|  | \| \| Dipelta \| \| \| \| \| \| Diabelia \| \| \| \| |
|  |                                                      |
|  | Dipelta                                              |
|  |                                                      |
|  | Diabelia                                             |
|  |                                                      |

|  | Dipelta  |
|  |          |
|  | Diabelia |
|  |          |

|  | Diplodipelta ?                                       |
|  |                                                      |
|  | \| \| Dipelta \| \| \| \| \| \| Diabelia \| \| \| \| |
|  |                                                      |
|  | Dipelta                                              |
|  |                                                      |
|  | Diabelia                                             |
|  |                                                      |

|  | Dipelta  |
|  |          |
|  | Diabelia |
|  |          |

|  | Diplodipelta ?                                       |
|  |                                                      |
|  | \| \| Dipelta \| \| \| \| \| \| Diabelia \| \| \| \| |
|  |                                                      |
|  | Dipelta                                              |
|  |                                                      |
|  | Diabelia                                             |
|  |                                                      |

|  | Dipelta  |
|  |          |
|  | Diabelia |
|  |          |

|  | Diplodipelta ?                                       |
|  |                                                      |
|  | \| \| Dipelta \| \| \| \| \| \| Diabelia \| \| \| \| |
|  |                                                      |
|  | Dipelta                                              |
|  |                                                      |
|  | Diabelia                                             |
|  |                                                      |

|  | Dipelta  |
|  |          |
|  | Diabelia |
|  |          |

|  | Linnaea s. s |
|  |              |
|  | Vesalea      |
|  |              |

|  | Diplodipelta ?                                       |
|  |                                                      |
|  | \| \| Dipelta \| \| \| \| \| \| Diabelia \| \| \| \| |
|  |                                                      |
|  | Dipelta                                              |
|  |                                                      |
|  | Diabelia                                             |
|  |                                                      |

|  | Dipelta  |
|  |          |
|  | Diabelia |
|  |          |

|  | Diplodipelta ?                                       |
|  |                                                      |
|  | \| \| Dipelta \| \| \| \| \| \| Diabelia \| \| \| \| |
|  |                                                      |
|  | Dipelta                                              |
|  |                                                      |
|  | Diabelia                                             |
|  |                                                      |

|  | Dipelta  |
|  |          |
|  | Diabelia |
|  |          |

|  | Diplodipelta ?                                       |
|  |                                                      |
|  | \| \| Dipelta \| \| \| \| \| \| Diabelia \| \| \| \| |
|  |                                                      |
|  | Dipelta                                              |
|  |                                                      |
|  | Diabelia                                             |
|  |                                                      |

|  | Dipelta  |
|  |          |
|  | Diabelia |
|  |          |

|  | Diplodipelta ?                                       |
|  |                                                      |
|  | \| \| Dipelta \| \| \| \| \| \| Diabelia \| \| \| \| |
|  |                                                      |
|  | Dipelta                                              |
|  |                                                      |
|  | Diabelia                                             |
|  |                                                      |

|  | Dipelta  |
|  |          |
|  | Diabelia |
|  |          |

## Hình ảnh

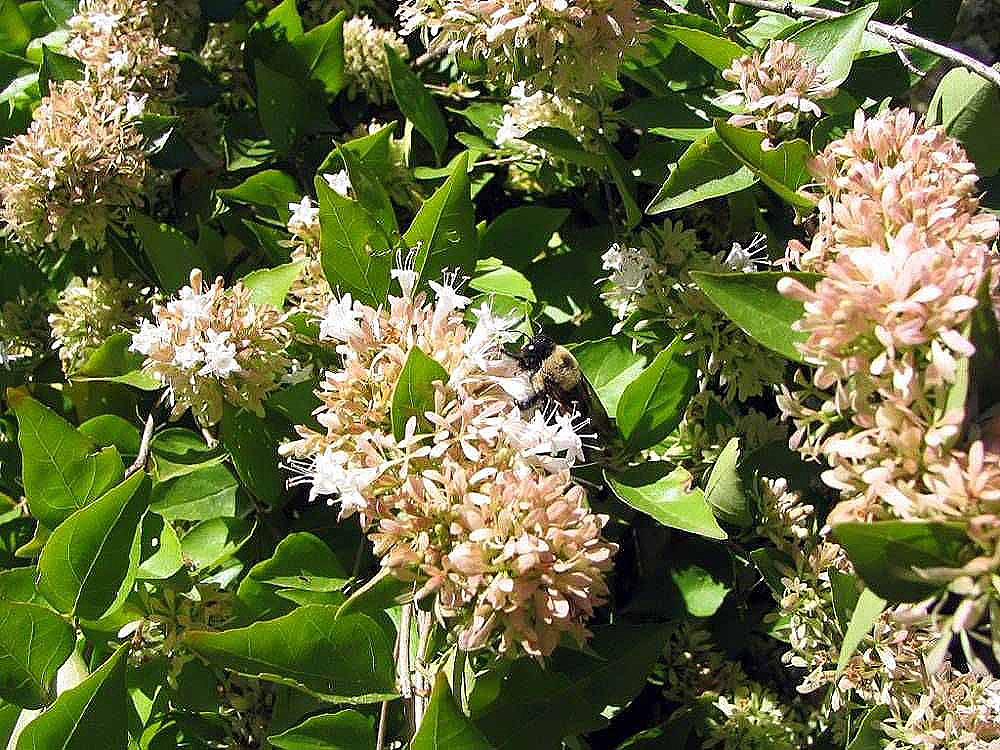
Abelia chinensis
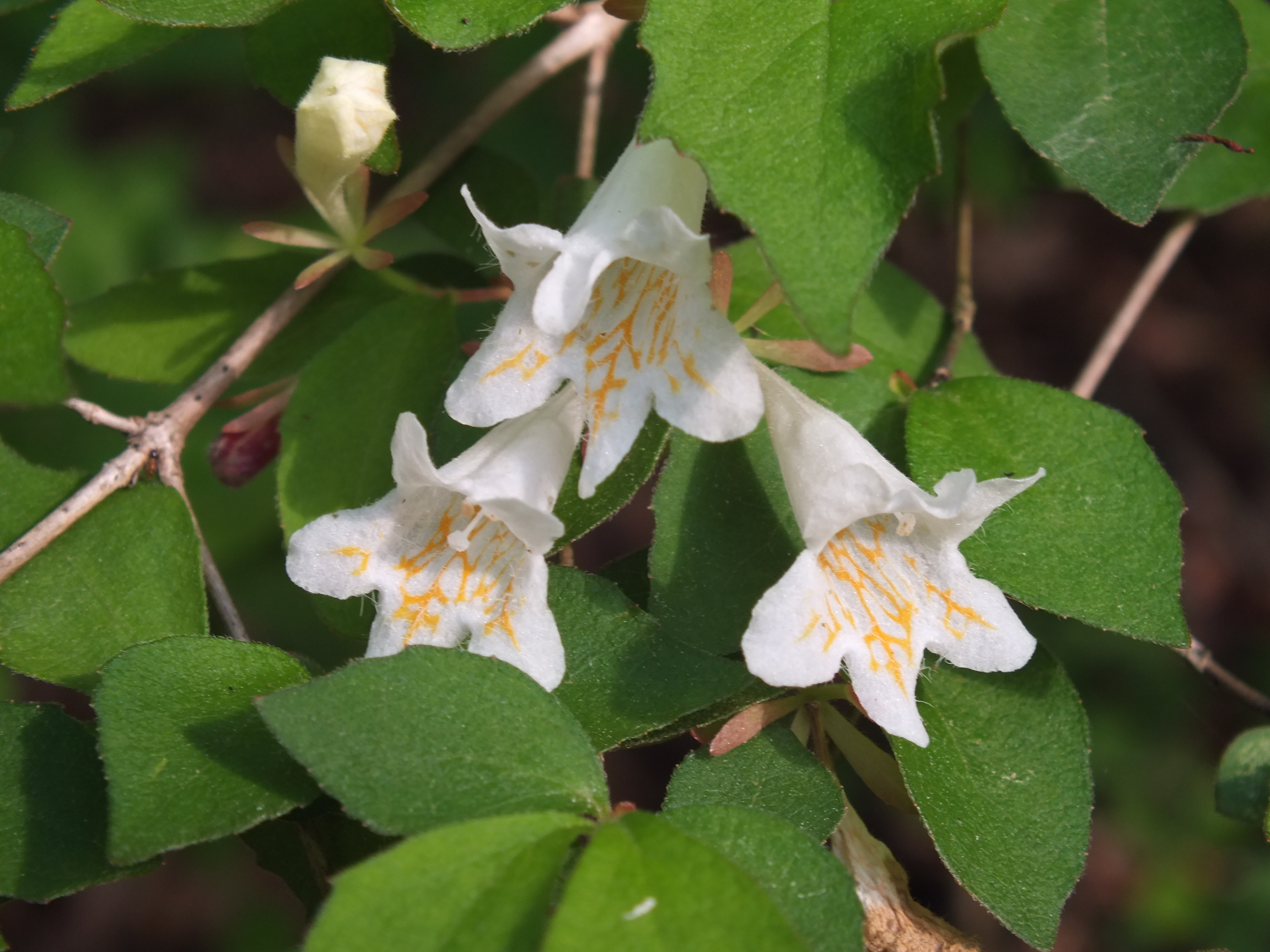
Diabelia spathulata
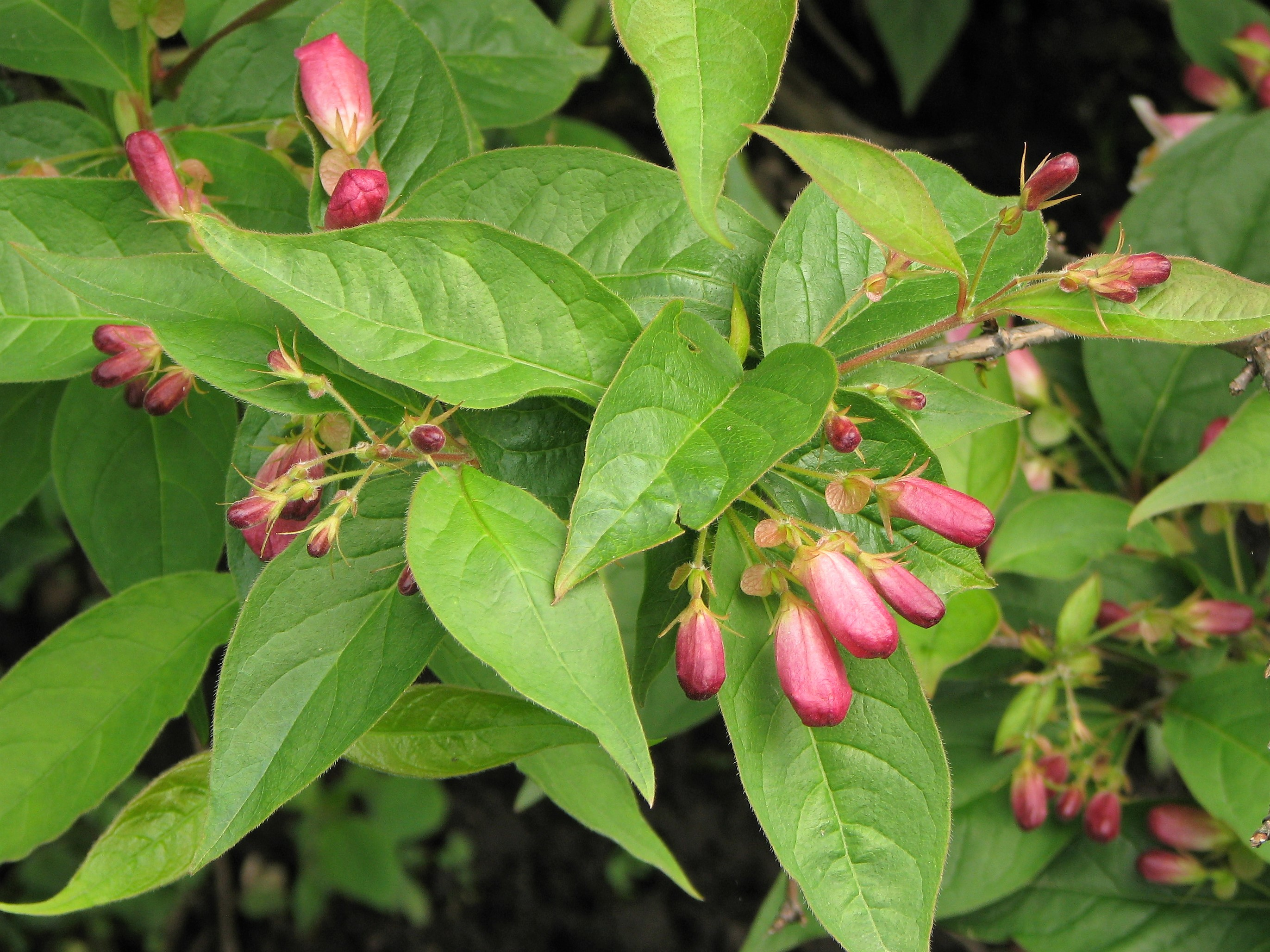
Dipelta yunnanensis
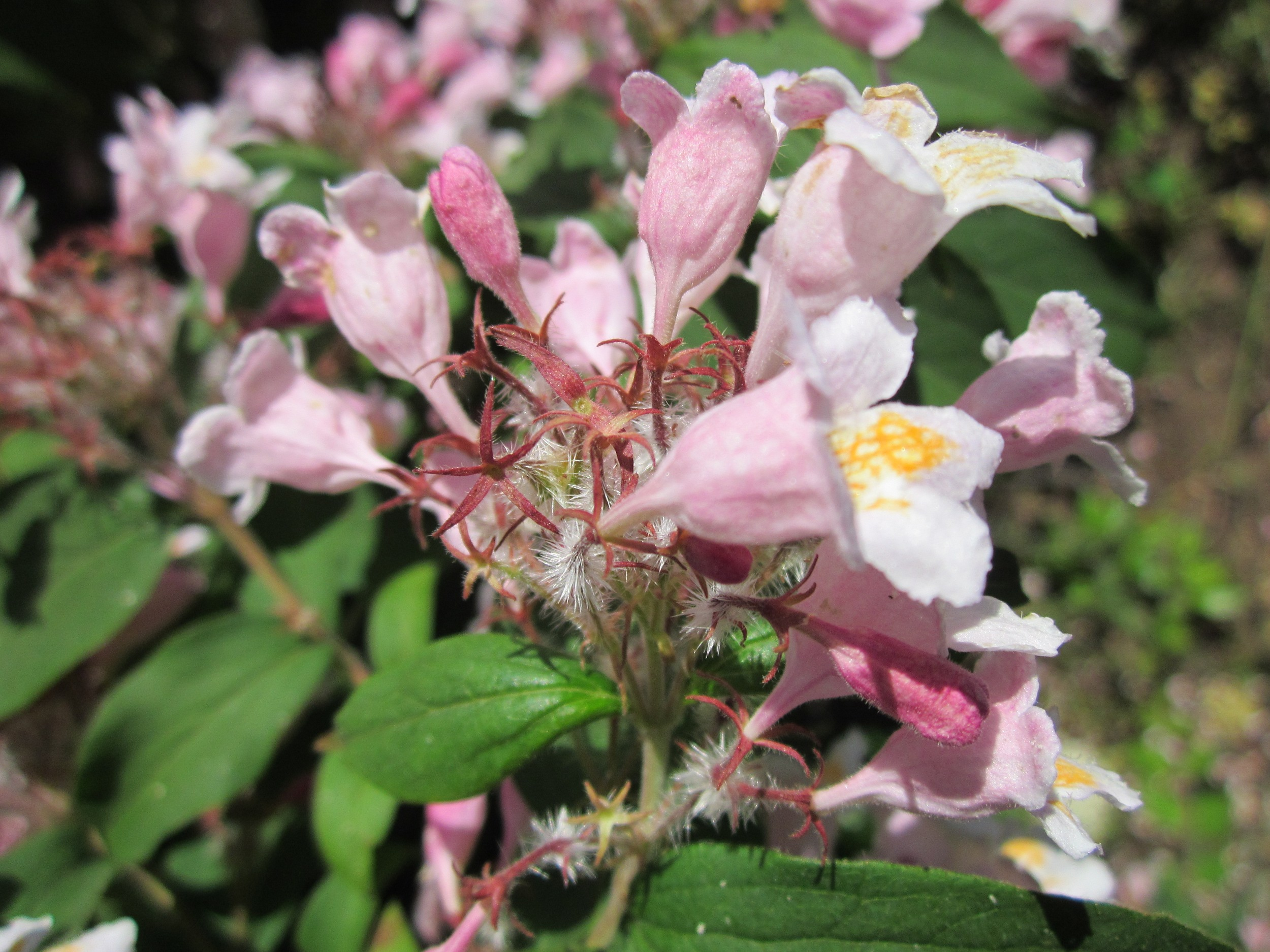
Kolkwitzia amabilis
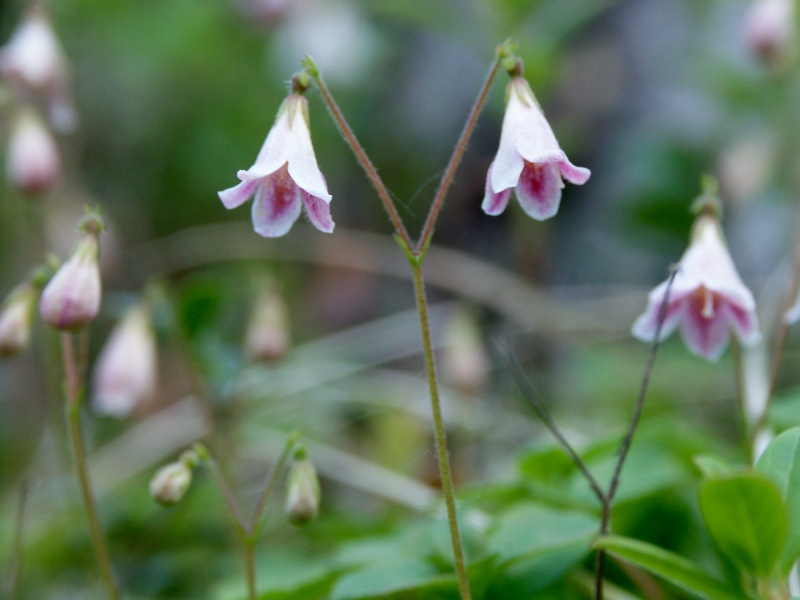
Linnaea borealis
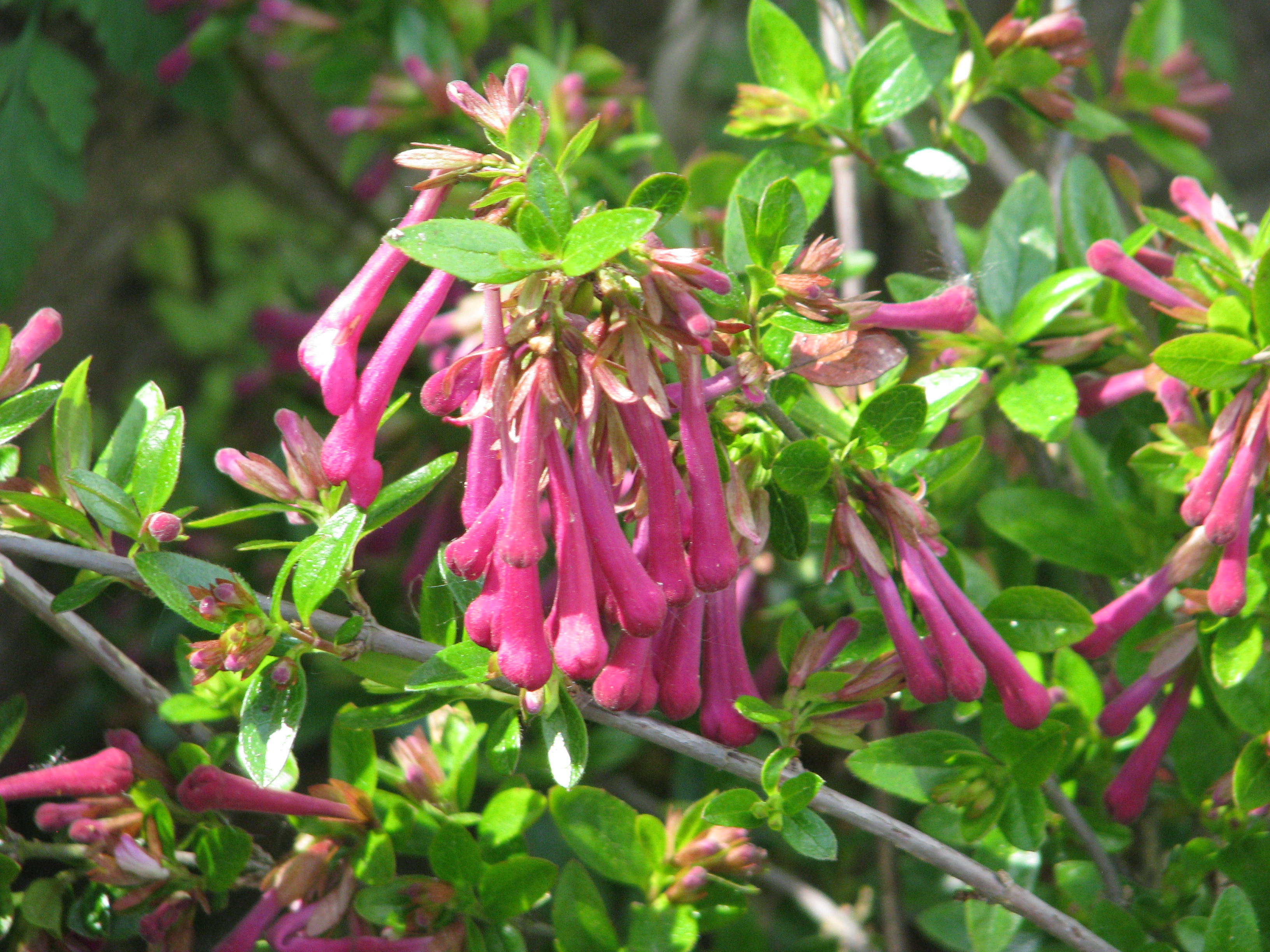
Vesalea floribunda